# Tibiomus bispinosus
Tibiomus bispinosus är en mångfotingart som först beskrevs av Carl Graf Attems 1935.  Tibiomus bispinosus ingår i släktet Tibiomus och familjen Odontopygidae. Inga underarter finns listade i Catalogue of Life.